# Голубянка пирифой
Голубянка пирифой (лат. Leptotes pirithous) — вид бабочек из семейства голубянки. Длина переднего крыла 12—14 мм.

## Этимология латинского названия
Пирифой (греческая мифология) — царь лапифов, сын Зевса и Дии.

## Ареал

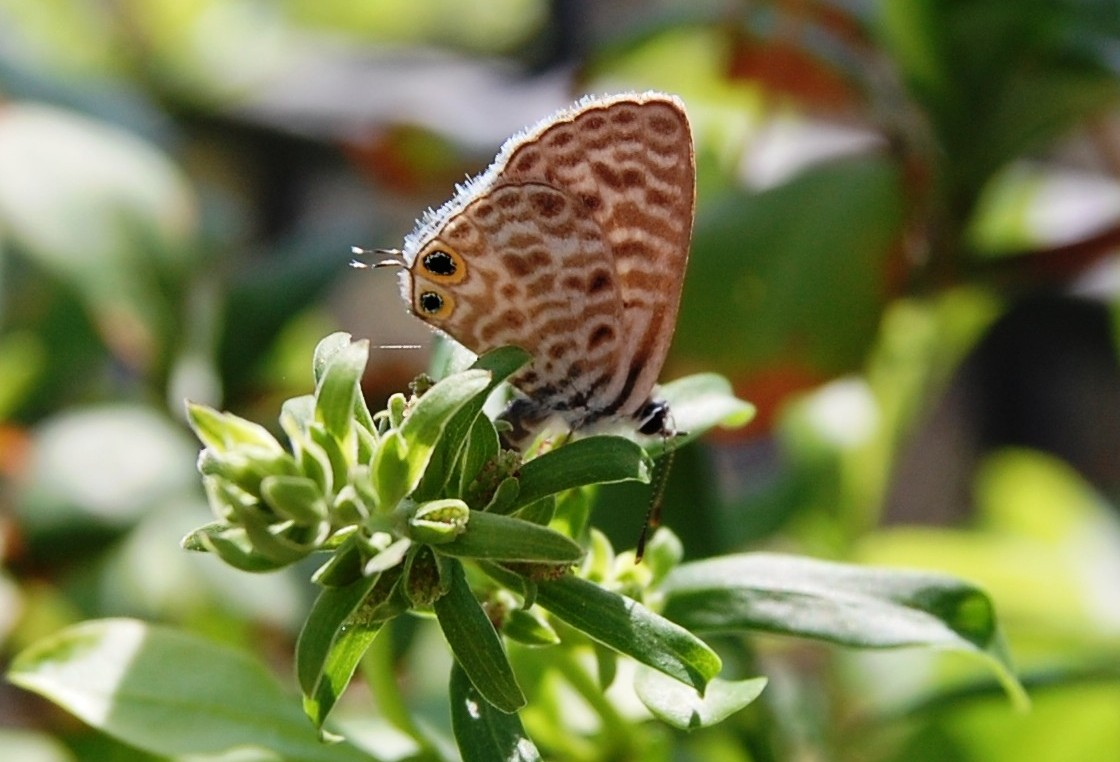

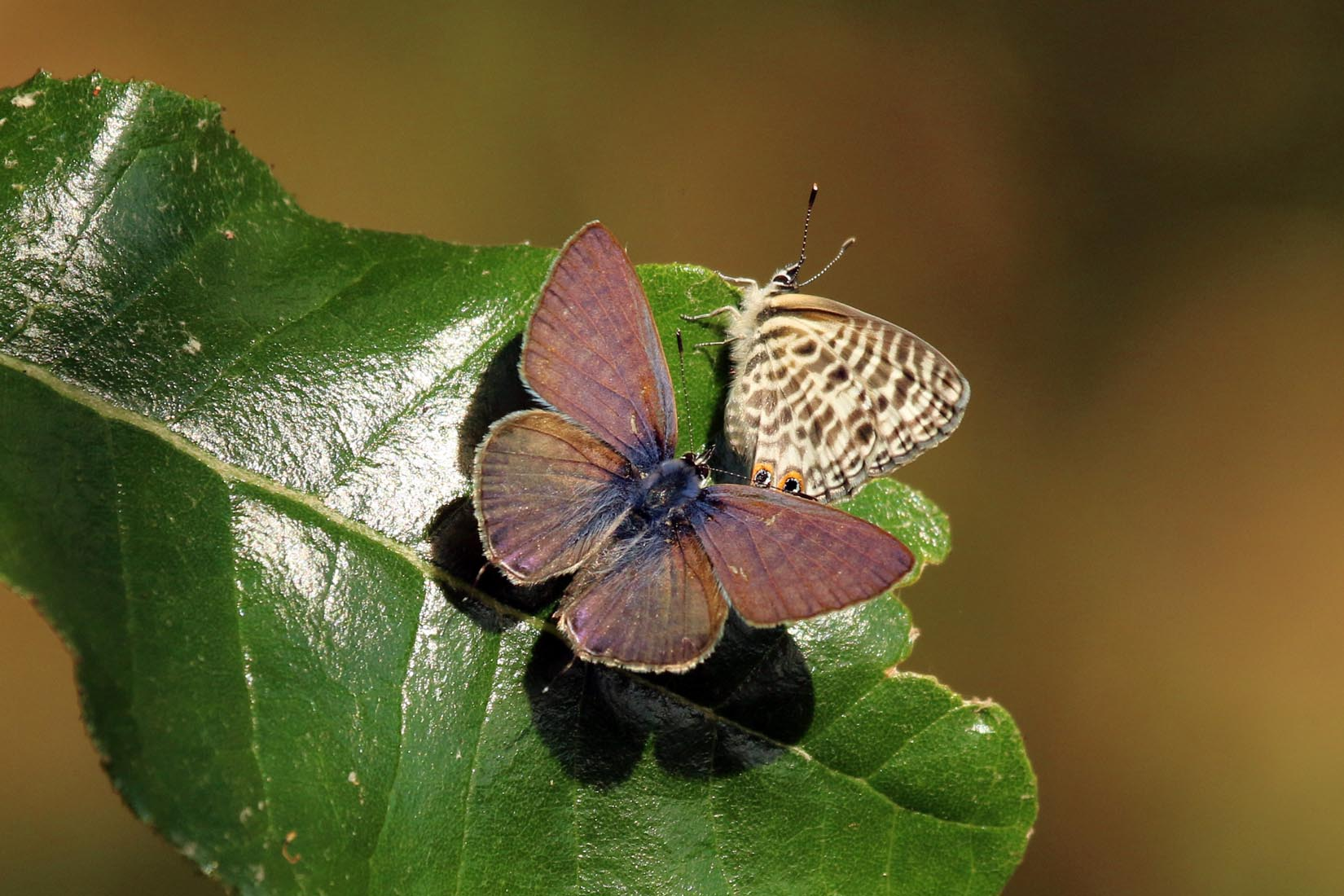
Самец и самка со сложенными крыльями

Южная Европа, Африка, Передняя и Южная Азия, запад Большого Кавказа, Малый Кавказ, Джавахетско-Армянское плато и Талыш.
На всей территории Восточной Европы должен рассматриваться, видимо, лишь в качестве мигранта.
На территории Польши вид найден в Дольношлёнском и Подляском воеводствах. На территории Украины отмечался в Одесской области (XIX век). Постоянной популяции на территории Крыма вид не имеет. В некоторые годы могут регистрироваться мигранты, а также, вероятно, возникать временные местные популяции. В августе — октябре 2007 года редко и единично отмечался в городах Судак, Алушта, Севастополь, а также в с. Чапаево. В сентябре 2010 года обнаружен на локальном участке вблизи реки Улу-Узень в черте Алушты. В России известны несколько находок вида в окрестностях Адлера, Сочи и других причерноморских городов юго-западной части Краснодарского края.
В местах постоянного местообитания населяет сухие редколесья, каменистые склоны гор, поросшие кустарниками, травянистые участки с преобладанием бобовых, сырые травянистые участки вдоль ручьев, клумбы, парки, сады, агроценозы и т. д.

## Биология
На протяжении года развивается в нескольких поколениях. Бабочки встречаются с весны по осень. Почти все находки на черноморском побережье Кавказа сделаны в промежутке от сентября до начала октября. Бабочки ведут себя очень пугливо. Потревоженные бабочки сначала несколько раз возвращается на прежнее место, а затем улетают вне пределов видимости. Летают не очень быстро, обычно низко над травянистой растительностью. Питаются на цветках растений семейств бобовые, яснотковые, астровые, зонтичные, кипрейные, на цветках горца.
Развитие яйца длится 3—6 дней. Гусеницы — полифаги. Кормовые растения гусениц: вереск обыкновенный, дербенник иволистный, люцерна хмелевидная, люцерна маленькая, люцерна посевная, люцерна, донник белый, донник. Куколки прикреплены к стеблям кормового растения.